# René Van Meenen
Renè Van Meenen (Drongen, 14 gennaio 1931) è un ex ciclista su strada belga, professionista dal 1955 al 1963, anno in cui vinse la Omloop Het Volk.

## Palmarès
- 1953 (Dilettante, due vittorie)

Grand Prix François-Faber
2ª tappa Ronde van Limburg Dilettanti (Oostham > Borgloon)
- 1954 (Dilettante, sei vittorie)

1ª tappa Tour d'Égypte
11ª tappa Tour d'Égypte
13ª tappa Tour d'Égypte
Classifica generale Tour d'Égypte
6ª tappa Course de la Paix (Cottbus > Berlino)
12ª tappa Course de la Paix (Brno > Tabor)
- 1955 (Dilettante, due vittorie)

Ronde van Noord-Holland
Omloop Vlaamse Ardennen
- 1956 (Mercier, una vittoria)

Strijpen
- 1958 (Ghigi - Coppi, due vittorie)

Bruxelles-Charleroi-Bruxelles
Hulst-Tessenderlo
- 1959 (Faema-Guerra, una vittoria)

Bruxelles-Charleroi-Bruxelles
- 1961 (Groene Leeuw, due vittorie)

Stadsprijs Geraardsbergen
7ª tappa Vuelta a España (Valencia > Benidorm)
- 1963 (Wiel's-Gr. Leeuw, due vittorie)

Omloop Het Volk
Ronde van Oost-Vlaanderen
- 1964 (Wiel's-Gr. Leeuw, due vittorie)

Geel
GP Lucien Van Impe
- 1965 (Wiel's-Gr. Leeuw, una vittoria)

Olen
- 1966 (Wiel's-Gr. Leeuw, una vittoria)

Omloop van Midden-België

#### Altri successi
- 1955 (Dilettante)

Criterium di Turnhout
- 1960 (Faema)

Criterium di Zulte
- 1962 (Wiel's - Groene Leeuw)

Criterium di Zonnegem
Criterium di Zellik
- 1963 (Wiel's - Groene Leeuw)

GP Dulieu
- 1964 (Wiel's-Gr. Leeuw, una vittoria)

Criterium di Scherpenheuvel
Criterium di Landegem
- 1967 (Wiel's-Gr. Leeuw, una vittoria)

Criterium di Gentbrugge

## Piazzamenti

### Grandi Giri
- Giro d'Italia

1959: ritirato
1960: 67°
- Tour de France

1963: ritirato (16ª tappa)
1964: fuori tempo massimo (7ª tappa)
- Vuelta a España

1959: ritirato (17ª tappa)
1961: non partito (12ª tappa)
1962: ritirato (17ª tappa)

### Classiche monumento
- Milano-Sanremo

1960: 93º
- Giro delle Fiandre

1957: 21º
1960: 31º
1962: 26º
1965: 26º
1967: 78º
- Liegi-Bastogne-Liegi

1958: 6º